# I. János veszprémi püspök
János (12. század) magyar katolikus főpap.

## Élete
A Veszprémi Érseki és Főkáptalani Levéltár listáján 1164-ben veszprémi püspök. A Magyar Archontológiában 1088-ban, Mendlik Ágoston és Pius Bonifac Gams munkájában 1082-ben ült a püspöki székben. Zsoldos Attila Magyarország világi archontológiájában azonos II. János veszprémi püspökkel, és 1164–1199 között igazgatta a veszprémi egyházmegyét.
(Utóda 1091-ben a Magyar Archontológiában és Gamsnál Almár, Mendliknél Kozma.)